# Schiller-Gedächtnispreis
Le Schiller-Gedächtnispreis (« Prix de la mémoire à Schiller ») est une distinction littéraire allemande. Il a été créé en 1955 en l'honneur du poète Friedrich von Schiller. La récompense est actuellement dotée d'une somme de 25 000 euros.

## Lauréats
- 1955 Rudolf Kassner
- 1957 Rudolf Pannwitz
- 1959 Wilhelm Lehmann
- 1962 Werner Bergengruen
- 1962 Heinar Kipphardt
- 1965 Max Frisch
- 1968 Günter Eich
- 1971 Gerhard Storz (de)
- 1974 Ernst Jünger
- 1977 Golo Mann
- 1980 Martin Walser
- 1983 Christa Wolf
- 1986 Friedrich Dürrenmatt
- 1989 Käte Hamburger
- 1992 Volker Braun
- 1995 Peter Handke
- 1998 Hans Joachim Schädlich
- 2001 Alexander Kluge
- 2004 Christoph Hein
- 2007 Botho Strauss
- 2010 Tankred Dorst
- 2013 Rainald Goetz
- 2016 Ror Wolf
- 2019 Nino Haratischwili
- 2022 Julia Franck
- 2024 Barbara Honigmann